# Пулави
Пула̀ви (на полски: Puławy) е град в Източна Полша, Люблинско войводство. Административен център е на Пулавски окръг, както и на селската Пулавска община, без да е част от нея. Самият град е обособен в самостоятелна градска община с площ 50,61 км2.

## География
Градът се намира в историческия регион Малополша. Разположен е край десния бряг на Висла в географския макрорегион Люблинско плато, на 47 километра северозападно от Люблин и на 60 километра източно от Радом.

## История
Вероятно селището е основано в началото на XVI век. От втората половина на следващия век Пулави е във владение на известния шляхтички род Любомирски – герб Дружина. През 1687 г. селището е дадено като зестра на Адам Миколай Шенявски а в периода 1731 – 1831 г. е владение на рода Чарториски – герб Погон. През 1906 г. получава градски права.

## Население
Населението на града възлиза на 48 114 души (2017 г.). Гъстотата е 950 души/км2.

## Спорт
Градът е дом на футболния клуб Висла (Пулави).

## Личности
- Кристиан Айгнер – полски архитект
- херцог Адам фон Вюртемберг – руски генерал
- Мариан Опаня – полски актьор
- Беата Шиманска – полска писателка

## Градове партньори
- Боярка, Украйна
- Castelo Branco, Португалия
- Дуе, Франция
- Дубляни, Украйна
- Нясвиж, Беларус
- Nieuwegein, Нидерландия
- Stendal, Германия

## Фотогалерия
- Първа гимназия „Адам Йежи Чарториски“
- Църква „Св. Богородица“
- Храм на Сибила
- Микрорайон „Колонтая“
- Църква „Успение Богородично“
- Дворец „Чарториски“